# 千叶美乃梨
千叶美乃梨（日语：／ Chiba Minori */?；1988年11月9日—）是NHK的播报员。

## 个人简历
出生于宫城县仙台市。毕业于私立宫城学院高中和法政大学社会学部媒体社会学系，2012年加入。
2012年6月完成培训后，他被分配到第一个岗位——山形放送局。2015年4月因人事变动，调至仙台放送局。2017年4月调至东京主播室。从2019年11月7日起开始休产假。2020年9月，再次调任仙台放送局。

## 相关项目
- 久野静香 - 前日本电视台播音员。法政大学独立大众传播科的同学。